# Dalechampia bernieri
Dalechampia bernieri är en törelväxtart som beskrevs av Henri Ernest Baillon. Dalechampia bernieri ingår i släktet Dalechampia och familjen törelväxter.
Artens utbredningsområde är Madagaskar. Inga underarter finns listade i Catalogue of Life.